# 霍金维尔
霍金维尔（英語：Hodgenville），是美国肯塔基州拉鲁县的一个郡政府所在地（县城）城市。 它坐落在诺琳河的北福克。在2000年人口普查中的人口数量为2874人。它被伊丽莎白镇的都市统计区域所包含。著名的美国第16任总统亚伯拉罕·林肯出生于此。